# 布朗寧鎮區 (伊利諾伊州富蘭克林縣)
布朗寧鎮區（英語：Browning Township）是位於美國伊利諾伊州富蘭克林縣的一個行政鎮區。

## 地方資料
根據2010年美國人口普查的數據，布朗寧鎮區的面積為94.50平方千米，當中陸地面積為92.70平方千米，而水域面積為1.80平方千米。當地共有人口2391人，而人口密度為每平方千米25.3人。